# Чистерна-Ди-Латина
Чистерна-Ди-Латина (итал. Cisterna di Latina) — город в Италии, располагается в регионе Лацио, подчиняется административному центру Латина.
Население составляет 33 288 человек (на 2005 г.), плотность населения составляет 234 чел./км². Занимает площадь 142 км². Почтовый индекс — 04012. Телефонный код — 06.
Покровителем населённого пункта считается San Rocco. Праздник ежегодно празднуется 16 августа.